# ورزشگاه ماریو ریگامونتی
 ورزشگاه ماریو ریگامونتی  (به ایتالیایی: Stadio Mario Rigamonti) ورزشگاهی در شهر برشا در کشور ایتالیا است.
بازی‌های خانگی باشگاه فوتبال برشا در این ورزشگاه برگزار می‌شود.
نام این ورزشگاه یعنی ماریو ریگامونتی، به افتخار مدافع تیم تورینوی بزرگ که همگی در حادثه سقوط هواپیمای این تیم کشته شدند برای این ورزشگاه انتخاب شد. ماریو ریگامونتی متولد شهر برشا و بازیکن سابق تیم برشا بوده است.